# 永源遙
永源 遙（えいげん はるか、1946年1月11日 - 2016年11月28日）は、日本の元プロレスラー・大相撲力士（立浪部屋所属）。石川県鹿島郡鹿西町（現在の中能登町）出身。プロレスラー時代は多くの団体を渡り歩き、その後はプロレスリング・ノア所属。
百田光雄とのシングルマッチは「宿命の対決」とも言われ、100回を超える回数を戦っている。現役後年はコミカルなツバ飛ばしで名を馳せた。

## 来歴
大相撲の立浪部屋に入門し、永源の四股名で1961年7月場所に15歳で初土俵を踏んだ。1963年9月場所には序二段で優勝したが、その後伸び悩み1965年5月場所限りで廃業した。最高位は幕下71枚目。大相撲廃業後、木村政雄（ラッシャー木村）に誘われ、1966年5月に東京プロレスに入団してプロレスラーに転身。同年10月、永源勝（えいげん まさる）をリングネームに木村戦でデビュー。
東京プロレスの崩壊後、1967年5月より日本プロレスに移籍して、本名の永源遙（えいげん はるか）として活動。前座戦線でキャリアを積み、高千穂明久との試合は当時の若手の黄金カードとされた。ワールドリーグ戦への出場機会はなかったが、1972年9月開幕の『第3回NWAタッグ・リーグ戦』にはミツ・ヒライと組んで出場。ワルドー・フォン・エリック&フリッツ・フォン・ゲーリング、ダニー・ホッジ&ネルソン・ロイヤル、ラリー・ハミルトン&ジョー・ハミルトンなどの外国人チームと対戦した。
日本プロレス崩壊直前の1973年にアメリカへの武者修行に出立。グレート・トーゴー（Great Togo）のリングネームでカンザスのNWAセントラル・ステーツ地区を主戦場に、日本人ヒールとしてトーキョー・ジョーこと安達勝治とのタッグチームで活動。同年3月、ボブ・ガイゲル&ルーファス・R・ジョーンズを破り、セントラル・ステーツ版の北米タッグ王座を獲得。同王座は後に世界タッグ王座として認定され、8月にロジャー・カービー&ロード・アル・ヘイズに奪取されるまで保持した。
しかし、同年に修行先で日本プロレスの崩壊を迎える。10月に帰国後、新日本プロレスへ移籍。以降、前座・中堅の要となって長年に渡り活躍した。大会場で組まれていた荒川真とのシングルマッチは後の百田との抗争の源流で、両者の対戦はファンだけでなく新日本プロレスの社長（当時）だったアントニオ猪木自身も楽しみな試合だったと後に語っている。1980年6月にはストロング小林と組んで国際プロレスに出場、マイティ井上&寺西勇を下し、前王者アニマル浜口の返上で空位となっていたIWA世界タッグ王座を奪取した。
1984年、長州力率いる維新軍団と共に新日本プロレスを離脱し、ジャパンプロレスの設立に参加。翌1985年1月より、提携先の全日本プロレスに活動の場を移す。ジャパンプロレスが分裂した1987年には、新日本へ出戻った長州らと袂を分かって全日本へ残留し、正式に全日本プロレス所属となった。ジャイアント馬場は永源のプロモーターへの顔の広さや営業能力を高く買っており、自ら手元に置く決断をしたという。
全日本では渕正信や大熊元司らとユニット「悪役商会」を組み、馬場や木村らの「ファミリー軍団」と前座試合（通称「ファミ悪決戦」）を行っていた。なおこの前座試合は数多くのお約束ムーブが織り込まれており、全日本における名物マッチの一つとなっていた。永源はロープサイドの攻防の最中にリングからツバを観客席に向かって吐くことがお約束のムーブとなっており、観客もそれを見越して傘や新聞紙などをあらかじめ持参してガードしており、特に最前列の観客にとっては必須品となっていた。
1990年に天龍源一郎・谷津嘉章など全日本プロレスから選手・スタッフを多く引き抜いて旗揚げしたSWSからはその人脈や営業手腕を高く買われており、億単位の支度金を用意されて声が掛かったが自らSWSの入団を断っている。その理由は本人が現役に拘っており、新団体（SWS）へ移籍したら早々と現役を引退させられてしまい、フロント入りされることが容易に想像出来たからである。
1996年7月には地元・石川県の石川県産業展示館大会にてデビュー30周年記念試合が行われ、永源、馬場、スタン・ハンセンという一夜限りの異色トリオを結成した。
2000年、全日本大量離脱→プロレスリング・ノア旗揚げと共に同団体へと移籍した。この際に当時の全日本所属選手や取締役、さらには支援者・スポンサーのほとんどがノアに追随した背景には、営業能力の高さが知られていた永源の力が大きかったといわれている。ノアでは取締役営業部長の役職で、主にマッチメイクを担当する重要なポストを担いつつリングにも上がり、百田との第一試合シングルマッチはノアの名物となっていた。実況アナウンサーが「後世に残したい日本の伝統芸能」と発するのもお決まりとなっているほどで、二人のシングルマッチは100戦を超えたが大幅に永源が負け越している。全日本時代からお馴染みだった客席へのツバは、ノアでもお約束だった。
2005年1月、神戸ワールド記念ホール大会第一試合にて丸藤正道の持つグローバル・ハードコア・クラウンに挑戦したが、惜しくも敗れた。これが永源自身にとって最後のタイトルマッチとなった。
2006年1月、永源の還暦記念試合が行われ、その後のセレモニーで赤い帽子とちゃんちゃんこに身を包んだ永源は、自らの口から3月末に現役を引退することを発表した。2006年3月26日、永源の出身地である旧鹿西町のスポーツセンターろくせい大会で現役引退試合を開催、井上雅央からの首固めでフォール負けを喫した。
同年4月28日、永源の引退記念パーティが帝国ホテルにて行われ、各界の著名人ら800人が出席して催された。プロレス関係者以外にも梅宮辰夫、渡哲也、西城秀樹、せんだみつお、栃東、魁皇、千代大海をはじめとした各界の有名人が参加し、西城はミニライブまでも披露した。
現役引退後も、永源はプロレスリング・ノアの常務取締役として営業面を統括する要職にあったが2009年6月、社長である三沢光晴が試合中の事故で亡くなったことに伴い、同年7月に開かれたノアの臨時株主総会で常務取締役を辞任して相談役に退いた。2010年からはGHC管理委員に就任していたものの、過去の暴力団関係者との交際が発覚したため仲田龍ゼネラルマネージャーとともに2012年3月9日の取締役会をもって辞職し、一般社員へ降格となったことが3月23日に発表された。その後、永源はノアの運営会社がノア・グローバルエンタテインメントに代わっても顧問的な立場として会社に出社し、内田雅之社長とも関わりを続けた。
2016年11月28日、永源は退社後に立ち寄ったサウナで倒れ、病院に搬送されたが間もなく死去した。70歳没。戒名は「永勝院遙久慈闘居士」。永源の訃報を受け、プロレス界の先輩に当たるグレート小鹿が自身の公式ブログで永源への哀悼の意を述べた。永源の師である猪木も、「また1人、先に旅立っていくことに、寂しさを禁じ得ません。お疲れさまでした。安らかにお眠り下さい」とマスコミに対してFAXで追悼のコメントを寄せた。

## エピソード
これまで様々な団体を渡り歩いて来て培った人脈・人望と情報網はプロレス界一である。地方のプロモーターとの付き合いもプロレス界随一といわれた程深かった。巡業中も各会場には必ず永源の元に訪ねて来る人がいた程であり、猪木も「あいつは世渡りが上手かったんだよね」と語っていた。永源の結婚式仲人を務めたのは同郷である政治家の森喜朗であり、猪木の政界入りの際には森や福田赳夫などを猪木に紹介している。
他にも人脈の広さを物語るエピソードは事欠かない人物でもあった。正月にはお世話になった方々に挨拶をするため、年賀状だけではなく電話で直接挨拶をし、中元・歳暮は300件ほど送っていたが「身近な人を大切にするのは当たり前ですから」とインタビューで述べている。仲田龍GMの話によると、永源はノアの旗揚げに際して会社の備品やパソコン、合宿所で必要な日用品など購入した物は無く、全て顔が広い知り合いの会社やスポンサーから無償で提供され、全て新品であった。
選手としてはコミカルなファイトスタイルを主としていたが、新日本で実績を積んだ経験から「猪木的」なシュート技術も習得しており、師である猪木の異種格闘技戦のセコンドには、必ず永源が付いた。
1986年に全日本プロレスとジャパンプロレスが揃って『週刊プロレス』に対して行った取材拒否では同誌に対して、永源も馬場と同様に強硬な態度で臨んでおり、厳しい一面も見せた。

## 得意技
- ツバ攻撃

言わずと知れた永源の代名詞。
- ヘッドバット

永源は僚友の藤原喜明に劣らぬほどの石頭の持ち主で、若手時代からの得意技であり特に国際プロレスとの対抗戦において猛威を振るった。実はシュートも強かったと言われた永源のシューターとしての片鱗を垣間見せてくれる技。
- ジャイアントスイング
- パイルドライバー
- エルボー・ドロップ

その他にもリック・フレアーよろしくコーナーに昇りダイビング攻撃をしようとするが、必ずデッドリードライブで投げられるというお約束がある。

## 獲得タイトル
セントラル・ステーツ・レスリング
- NWA北米タッグ王座 / NWA世界タッグ王座（セントラル・ステーツ版）：1回（w /トーキョー・ジョー）[6][7]

国際プロレス
- IWA世界タッグ王座（w / ストロング小林）[9]

## 入場曲
- フェミニスト・デューク／山崎稔「TWD EXPRESS ROLLING TAKE OFF サウンドトラック」徳間ジャパンコミュニケーションズ（リップ・ロジャースのテーマより流用。ロジャースの初来日後、短期間使用）
- 闇夜に仕掛ける~殺しのテーマ（イントロ）、仕事人出陣／平尾昌晃 「新必殺仕事人 / 必殺仕事人 III― オリジナル・サウンドトラック」キングレコード（全日本在籍時使用）
- 荒野の果てに（インストゥルメンタル）M-1（イントロ）、出陣　M-10／平尾昌晃 映画「必殺!5 黄金の血」より。「プロレスリング・ノア・テーマ・アルバム DEPARTURE」VAP、「必殺誕生40周年 映画 必殺! 厳選 ミュージックファイル Vol.2」松竹音楽出版（ノア在籍時に使用）

以上は悪役商会の入場曲でもあった。

## 大相撲での成績
- 通算成績：96勝94敗13休（30場所）
- 各段優勝：序二段1回（1963年9月場所）

### 場所別成績
| | 一月場所 初場所（東京） | 三月場所 春場所（大阪） | 五月場所 夏場所（東京） | 七月場所 名古屋場所（愛知） | 九月場所 秋場所（東京） | 十一月場所 九州場所（福岡） |
| --- | ----------------------- | ----------------------- | ----------------------- | --------------------------- | ----------------------- | --------------------------- |
| 1961年 （昭和36年） | x                       | x                       | x                       | （前相撲）                  | 西序ノ口25枚目 2–5      | 西序ノ口12枚目 1–6          |
| 1962年 （昭和37年） | 西序ノ口15枚目 4–3      | 東序二段66枚目 3–4      | 東序二段76枚目 3–4      | 西序二段80枚目 4–3          | 西序二段55枚目 4–3      | 西序二段25枚目 4–3          |
| 1963年 （昭和38年） | 東序二段12枚目 4–3      | 東三段目75枚目 2–5      | 西序二段18枚目 3–4      | 西序二段36枚目 2–5          | 東序二段63枚目 優勝 7–0 | 東三段目43枚目 2–5          |
| 1964年 （昭和39年） | 西三段目64枚目 1–6      | 東序二段3枚目 4–3       | 西三段目84枚目 2–1–4    | 西序二段4枚目 2–5           | 東序二段31枚目 2–5      | 東序二段59枚目 4–3          |
| 1965年 （昭和40年） | 東序二段28枚目 5–2      | 東三段目78枚目 6–1      | 西三段目31枚目 3–4      | 西三段目41枚目 6–1          | 東三段目4枚目 3–2–2     | 東三段目12枚目 4–3          |
| 1966年 （昭和41年） | 西幕下101枚目 5–2       | 西幕下76枚目 4–3        | 西幕下71枚目 引退 0–0–7 | x                           | x                       | x                           |
| 各欄の数字は、「勝ち-負け-休場」を示す。 優勝 引退 休場 十両 幕下 三賞：敢=敢闘賞、殊=殊勲賞、技=技能賞 その他：★=金星 番付階級：幕内 - 十両 - 幕下 - 三段目 - 序二段 - 序ノ口 幕内序列：横綱 - 大関 - 関脇 - 小結 - 前頭（「#数字」は各位内の序列） |                         |                         |                         |                             |                         |                             |

## 脚註
1. 1 2  “角界からプロレス入り! つば攻撃有名／永源さん略歴”. 日刊スポーツ (日刊スポーツ新聞社). (2016年11月29日) 2016年12月5日閲覧。
2. ↑  “The  JWA matches fought by Haruka Eigen in 1967”.   Wrestlingdata.com. 2022年6月23日閲覧。
3. ↑  『Gスピリッツ Vol.50』P50（2018年、辰巳出版、ISBN 4777822400）
4. ↑  “JWA 1972 The 3rd Annual NWA Tag Team League”.   Puroresu.com. 2022年6月23日閲覧。
5. ↑  “The CSW matches fought by Haruka Eigen in 1973”.   Wrestlingdata.com. 2022年6月9日閲覧。
6. 1 2  “NWA North American Tag Team Title [Central States]”.   Wrestling-Titles.com. 2022年6月9日閲覧。
7. 1 2  “NWA World Tag Team Title [Central States]”.   Wrestling-Titles.com. 2022年6月9日閲覧。
8. ↑  “The NJPW matches fought by Haruka Eigen in 1973”.   Wrestlingdata.com. 2022年6月9日閲覧。
9. 1 2  “IWA World Tag Team Title”.   Wrestling-Titles.com. 2022年6月9日閲覧。
10. ↑  “The AJPW matches fought by Haruka Eigen in 1985”.   Wrestlingdata.com. 2022年6月9日閲覧。
11. ↑  “The AJPW matches fought by Haruka Eigen in 1987”.   Wrestlingdata.com. 2022年6月9日閲覧。
12. ↑  ノアが旗揚げされた当時、猪木もインタビューで永源がノア側に就いたことを知り、ノアの成功を予想するようなコメントを出していた。
13. ↑  「弊社役員と反社会的勢力との交際と今後の反社会的勢力排除に関する取組みについて」プロレスリング・ノア公式サイト 2012年3月23日閲覧
14. ↑  「永源遥さん逝去についての記者会見の模様」
15. ↑  「永源遙さんが死去　全日本で渕正信ら「悪役商会」が人気」デイリースポーツ2016年11月29日
16. ↑  「元プロレスラー、永源遙さん死去…７０歳、ツバ吐きパフォーマンスで人気」スポーツ報知 2016年11月29日
17. ↑  “永源遙さん通夜に４００人が弔問　坂口征二氏「義理と人情の男だった」”. 東京スポーツ (東京スポーツ新聞社). (2016年12月2日) 2016年12月5日閲覧。
18. ↑  “永源さんさみしいよ　通夜で４００人が別れ惜しむ、祭壇はリングをかたどった形”. デイリースポーツ (デイリースポーツ). (2016年12月3日) 2016年12月5日閲覧。
19. ↑  「緊急-又訃報が飛び込んで来た、永源遥が:~~」グレート小鹿公式ブログ『小鹿注意報!』 2016年11月28日
20. ↑  「アントニオ猪木氏、永源さんの急死に「また１人、先に旅立っていく…」」スポーツ報知 2016年11月29日